# Маона
Маона — средневековая итальянская ассоциация инвесторов, обычно образованная с целью откупа налогов. Этимология, по наиболее популярной версии, происходит от араб. معونة‎ ma‘ūnah, помогать, араб. معاونة‎ mu‘āwanah взаимная помощь. По другой версии, происходит от названия турецкого корабля маона. Являлись одними из предшественников современных акционерных обществ, дольщики маон назывались маонеси.
Маоны были наиболее типичны для Генуэзской республики. Первой такой организацией стала Маона Сеуты, образованная в 1234 году для военной экспедиции в этот город, имевший большое торговое значение. Поводом для операции стало нападение правителя Марокко на Сеуту, в ходе чего пострадала местная генуэзская колония.
Наиболее известной является Хиосская Маона, образованная в 1347 году с целью финансирования завоевания острова Хиос и порта Фокея.
На тот момент Венеция контролировала Негропонт и Кандию. Генуя нуждалась в безопасном торговом пути в Константинополь, и приняла решение оккупировать Хиос. В связи с неспособностью государства финансировать военный поход, для покупки кораблей и оплаты услуг наёмников было образовано коммерческое товарищество (маона). Генуя передала маоне откуп на взимание налогов с Хиоса и Фокеи, также дольщики получили монополию на выгодную торговлю мастикой. Хотя формально суверенитет над Хиосом принадлежал Генуэзской республике, присылавшей своего представителя — подеста, финансовая и гражданская администрация относились к ведению маоны, одна из ранних её конституций включала также чеканку монеты.
Вместе с тем Хиос был открыт для атак со всех сторон, и маоне приходилось постоянно содержать на острове гарнизон.
Местные представители генуэзских властей защищали интересы дольщиков маоны, а не местных жителей. Хотя маона обеспечивала большую безопасность и сохранность имущества, чем византийская династия Палеологов или рыцари Родоса, греческое население было практически полностью исключено из управления собственным островом, что усугублялось религиозной враждой (между итальянскими католиками и православными греками). Местный православный епископ также утверждался маоной.
Постепенно доли маоны сконцентрировались в руках восьми человек, сформировавших Новую Маону, получившую управление от Старой. Большинство партнеров Новой маоны образовали на Хиосе такой специфический генуэзский институт, как альберго (клан из нескольких родственных благородных семей). Однако, в отличие от генуэзских альберго, хиосский фактически являлся не кланом, а коммерческой ассоциацией. Все его участники сменили свои фамилии на Джустиниани. В этой связи Новая Маона также упоминается как Маона Джустиниани.
Маона фактически правила Хиосом вплоть до вторжения в 1566 османов, которым она вынуждена была платить дань с 1415 года. С юридической точки зрения, Генуя передала маоне управление островом вплоть до выплаты её расходов в 203 тыс. генуэзских лир, чего так никогда и не произошло. Первоначально, республика передала маоне откуп на 29 лет, который впоследствии продлевался. По всей видимости, это первый известный в истории случай, когда коммерческая компания исполняла функции государства.
Известны также Маона Корсики, в 1378 году получившая этот остров в связи с арагонским вторжением, и Маона Кипра (см. Кипро-генуэзская война).
Подобные эксперименты Генуи в области сочетания в одном лице коммерческих и государственных функций, оказали огромное влияние на конкурирующую с ней Венецианскую республику. С 1400 года все новые венецианские галеры становились государственной собственностью, был введён целый ряд государственных монополий и ряд ограничений на частные корабли. Также они послужили предтечей гигантских Ост-Индских компаний. Так, Британская Ост-Индская компания сочетала собственно торговые функции с военными акциями и взиманием налогов, причем все эти сферы деятельности были переплетены в одной организации.